# Caterpie
Caterpie (Japans: Kyatapi) is een Pokémon van het type Insect uit de eerste generatie van de Pokémon-spellen. Caterpie zijn rupsachtige Pokémon die veel in het wild te vinden zijn in de Kanto en Johto-regio's. Caterpie is een rups, mogelijk gebaseerd op de Papilio xuthus. Het is een van de makkelijkste Pokémon om te vangen.

## Gedrag
Caterpie verdedigt zichzelf door een stank van zijn rode antenne af te laten komen. Caterpie's kunnen door de zuignappen op hun lichaam zich aan bomen vastzuigen. Ook staat Caterpie bekend om het gebruiken van de aanval String Shot, die in een gevecht gebruikt kan worden om de snelheid van vijanden te verlagen door een plakkerige draad naar ze te spuwen.

## In het spel
Caterpie leert via level up meestal maar twee aanvallen: Tackle en String Shot. Sinds generatie vier leert hij ook Bug Bite, maar dit is na het level waarop meeste spelers de Pokémon al geëvolueerd zullen hebben. Vanaf level zeven evolueert Caterpie in een Metapod, die op zijn beurt weer vanaf level tien evolueert in een Butterfree. Caterpie staat bekend als een erg zwakke Pokémon omdat ze zeer lage statistieken hebben en weinig aanvallen leren.

## Anime Verschijningen
Caterpie is de eerste Pokémon die Ash Ketchum ooit heeft gevangen.

## Ruilkaartenspel
Sinds 12-12-2024 bestaan er zestien standaard Caterpie-kaarten, waarvan twee alleen in Japan uitgebracht, met alle zestien het type Grass als element.

### Caterpie (EXFiredRed & LeafGreen56)
Caterpie (Japans: キャタピー Caterpie) is een Grass-type Basis Pokémonkaart. Het maakt deel uit van de EX FiredRed & LeafGreen reeks. Hij heeft een HP van 50 en kent de aanvallen Signs of Evolution en String Shot. String Shot is een aanval die Caterpie in de spellen leert.